# Leptolalax khasiorum
Leptolalax khasiorum é uma espécie de anfíbio anuro da família Megophryidae. Está presente na Índia. A UICN classificou-a como vulnerável.